# Oumar Guèye
Oumar Guèye est un homme politique sénégalais. 

## Parcours politique
Il est le ministre des Collectivités territoriales, du Développement et de l'Aménagement des Territoires et Porte-parole du Gouvernement depuis mai 2019. 
Il est également maire de la commune de Sangalkam (Rufisque) depuis 2014.
De 2013 à 2014, il est ministre du Tourisme et des Transports aériens dans le gouvernement d'Aminata Touré.
De 2014 à 2019, il est ministre de la Pêche et de l'Économie maritime dans les gouvernements Dionne I et II.